# Битва при Мариенбурге
Битва при Мариенбурге — битва произошедшая  27 сентября 1422 г. при крепости Мариенбург; финальный эпизод Голубской войны.

## Ход битвы
То, что произошло 27 сентября 1422 г. при крепости Мариенбург, очень хорошо описал польский хронист Ян Длугош. Обнаружив, что лучников немного, писал он, рыцари атаковали их. Лучники отступили в лес и скрылись в нём. Рыцари бросились в погоню, но их встретили дождем стрел и уложили первую шеренгу наступавших. Остальные рыцари, растерявшись, разбежались в разные стороны. После этого молдавские лучники, захватив богатую добычу и много пленных, с победой вернулись в союзный лагерь.

## Итоги
Несмотря на то что польско-молдавской армии все же не удалось взять Мариенбург, силы Тевтонского ордена были очень ослаблены битвой. По Мельнскому миру орден уступил часть своих территорий. В награду за помощь Польша вновь подтвердила Молдове её право на Покутье. Именно этим согласием и воспользовался Александр I Добрый, совершив свой последний поход на Польшу в 1431 году.